# Sarıyer
Sarıyer là một huyện thuộc tỉnh İstanbul, Thổ Nhĩ Kỳ. Huyện có diện tích 162 km² và dân số thời điểm năm 2007 là 273407 người, mật độ 1688 người/km².